# أوسكار أوين (سياسي)
أوسكار أوين (بالإنجليزية: Wilfrid Owen) هو سياسي نيوزلندي، ولد في 15 يونيو 1898 في ويلينغتون في نيوزيلندا، وتوفي في 9 أغسطس 1984 في كرايستشرش في نيوزيلندا. حزبياً، نشط في Social Credit Party (New Zealand) ‏.